# Вайоц Дзор
Вайоц Дзор (на арменски: Վայոց Ձորի մարզ) е област в източна Армения с площ от 2308 кв. км. Областният ѝ център е град Ехегнадзор.

## Население
- 49 600 (по приблизителна оценка за януари 2018 г.)[1]